# Bettystown
Bettystown (in inglese, precedentemente Betaghstown) o Baile an Bhiataigh (in irlandese) è una cittadina, in rapida espansione, sulla costa del Mar d'Irlanda della contea di Meath, in Irlanda.

Insieme con i vicini centri abitati di Laytown e Mornington costituisce la census town di Laytown-Bettystown-Mornington, con una popolazione complessiva di 10.889 secondo il censimento del 2011.
Durante gli anni del boom della Tigre celtica, dati gli enormi aumenti dei prezzi delle case a Dublino, Bettystown si è ingrandita per ospitare un gran numero di pendolari con Dublino, favorita in questo dall'apertura dell'autostrada M1 fra Dublino e l'Irlanda del Nord nonché un servizio ferroviario frequente da Laytown a Dublino.

## Trasporti e comunicazioni
La linea di ferroviaria Dublino-Drogheda, inaugurata il 25 maggio 1844, aveva una stazione a Bettystown; tuttavia, questa stazione è stato chiusa subito dopo il 1º novembre 1847 e da allora la cittadina è stata servita dalla stazione di Laytown, rinominata Laytown & Bettystown nel 1913.

## Reperti archeologici

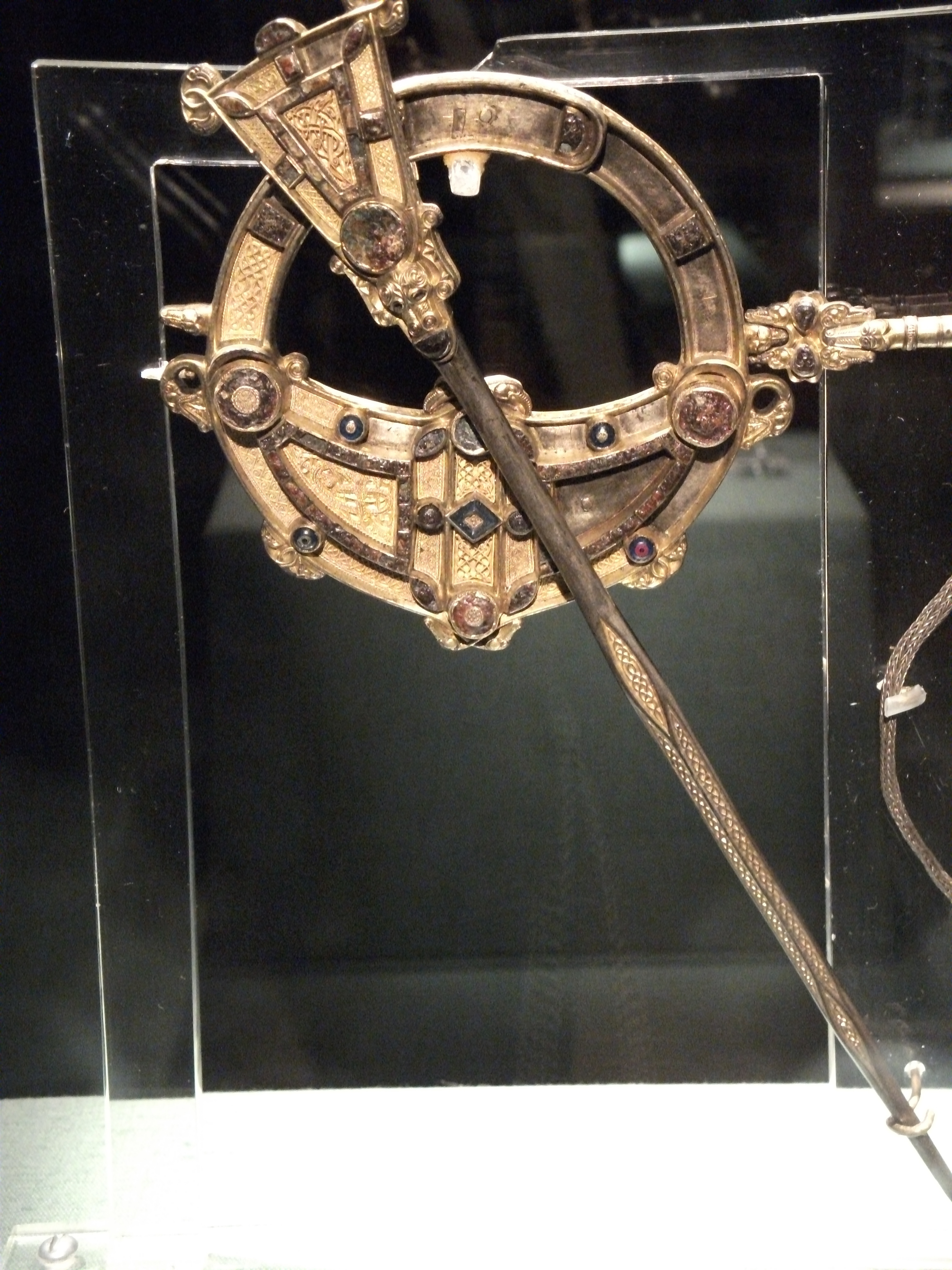
Tara Brooch

Sulla spiaggia di Bettystown è stato fatto uno dei ritrovamenti storici più importanti nella storia d'Irlanda. Nel 1850 una contadina ha affermato di aver trovato in una scatola sepolta nella sabbia la Tara Brooch, una spilla celtica del 700 d.C. La spilla è ora in mostra al Museo Nazionale d'Irlanda a Dublino.

## Strutture ricreative
Le strutture ricreative della zona comprendono Funtasia, un parco divertimenti con una varietà di attrazioni, un campo da golf e un centro immersioni che offre una vasta gamma di corsi, escursioni a siti di immersione locali e gite organizzate in altri paesi.